# Domenico Maria Gelmini
Domenico Maria Gelmini (Ossago, 29 dicembre 1807 – Lodi, 25 gennaio 1888) è stato un vescovo cattolico italiano.

## Biografia
Eletto vescovo di Lodi il 24 novembre 1871, dal 1873 intraprese una visita pastorale nella propria diocesi.
Fu sostenitore ed incoraggiatore di suor Francesca Saverio Cabrini, proveniente dalla "Casa della Provvidenza", che fondò l'Istituto delle "Salesiane Missionario del Sacro Cuore" nel convento francescano di Lodi che, soppresso sul finire del Settecento e rientrato tra i possedimenti della curia, venne donato dal vescovo per quest'opera. L'ordine ricevette l'approvazione nel 1881.

## Genealogia episcopale
La genealogia episcopale è:
- Cardinale Scipione Rebiba
- Cardinale Giulio Antonio Santori
- Cardinale Girolamo Bernerio, O.P.
- Arcivescovo Galeazzo Sanvitale
- Cardinale Ludovico Ludovisi
- Cardinale Luigi Caetani
- Cardinale Ulderico Carpegna
- Cardinale Paluzzo Paluzzi Altieri degli Albertoni
- Papa Benedetto XIII
- Papa Benedetto XIV
- Papa Clemente XIII
- Cardinale Marcantonio Colonna
- Cardinale Giacinto Sigismondo Gerdil, B.
- Cardinale Giulio Maria della Somaglia
- Cardinale Carlo Odescalchi, S.I.
- Cardinale Costantino Patrizi Naro
- Vescovo Domenico Maria Gelmini